# Patrick Blossier
Patrick Blossier (Parigi, 23 settembre 1949) è un direttore della fotografia francese.
Collaboratore abituale del regista Costa-Gavras, ha curato la fotografia di ogni suo film da Betrayed - Tradita (1988) a Verso l'Eden (2009). Ha lavorato, tra gli altri, con Agnès Varda e Andrzej Żuławski.

## Biografia
Diplomatosi nel 1971 all'École nationale supérieure Louis-Lumière, fino ai primi anni ottanta si occupa delle immagini di documentari e réportage, firmando in alcune occasioni anche la regia.
Esordisce come direttore della fotografia di un lungometraggio cinematografico nel 1985 con il dramma in forma semi-documentaristica Senza tetto né legge diretto da Agnès Varda, Leone d'oro alla 42ª Mostra del cinema di Venezia. L'anno successivo, nel ruolo di operatore di seconda unità del film Consiglio di famiglia, fotografato da Robert Alazraki, inizia il duraturo sodalizio professionale col regista Costa-Gavras, di cui diventa il direttore della fotografia a partire dal successivo Betrayed - Tradita. 
Nel 1988 ottiene la sua prima candidatura al premio César per la migliore fotografia per Miss Mona di Mehdi Charef. Lo stesso anno, sposa l'attrice e regista Camille de Casabianca, figlia di Alain Cavalier, con la quale collabora negli anni successivi curando la fotografia dei film da lei diretti. 
Blossier si mette poi al servizio dello stile «esagitato e frastornante» di Andrzej Żuławski su Le mie notti sono più belle dei vostri giorni. Lavora di nuovo con il regista polacco oltre dieci più tardi col «più ambizioso» mélo erotico La Fidélité (2000), per il quale realizza una fotografia «ricercatissima». Protagonista del film è Sophie Marceau, con la quale aveva già lavorato all'avventuroso Eloise, la figlia di D'Artagnan di Bertrand Tavernier e al corto L'Aube à l'envers, esordio alla regia dell'attrice.
Nel 1991 realizza un «piccolo capolavoro» con la fotografia di Garage Demy, tributo di Varda al marito cineasta Jacques Demy, in cui «sono uniti armonicamente bianco e nero, colore e materiali d'archivio».
Nel corso degli anni duemila conquista altre due candidature al César, con Amen. (2002) di Costa-Gavras, tratto dal dramma Il Vicario di Rolf Hochhuth, e col bellico Indigènes (2006).

## Filmografia

### Cortometraggi
- La Boiteuse, regia di Patricia Mazuy (1984)
- À cœur perdu, regia di Patricia Valeix (1985)
- T'as de beaux escaliers, tu sais, regia di Agnès Varda (1986)
- L'Aube à l'envers, regia di Sophie Marceau (1995)
- Suzanne, regia di Mona Achache (2006)
- Orange Juice, regia di Ronan Moucheboeuf (2008)
- Wawa, regia di Mona Achache (2008)

### Lungometraggi

#### Cinema
- Pousse-pousse, regia di Daniel Kamwa (1976)
- Nostra figlia (Notre Fille), regia di Daniel Kamwa (1981)
- I quarantesimi ruggenti (Les Quarantièmes rugissants), regia di Christian de Chalonge (1982)
- Autour du mur – documentario (1983) - anche regista e sceneggiatore
- Senza tetto né legge (Sans toit ni loi), regia di Agnès Varda (1985)
- Jour et nuit, regia di Jean-Bernard Menoud (1986)
- Sale destin, regia di Sylvain Madigan (1987)
- Miss Mona, regia di Mehdi Charef (1987)
- Le Testament d'un poète juif assassiné, regia di Frank Cassenti (1987)
- La valle fantasma (La Vallée fantôme), regia di Alain Tanner (1987)
- L'Homme voilé, regia di Maroun Bagdadi (1987)
- Le Moine et la Sorcière, regia di Suzanne Schiffman (1987)
- Avril brisé, regia di Liria Bégéja (1987)
- Camomille, regia di Mehdi Charef (1988)
- Mangeclous, regia di Moshé Mizrahi (1988)
- Betrayed - Tradita (Betrayed), regia di Costa-Gavras (1988)
- Après la pluie, regia di Camille de Casabianca (1989)
- Le mie notti sono più belle dei vostri giorni (Mes nuits sont plus belles que vos jours), regia di Andrzej Żuławski (1989)
- Music Box - Prova d'accusa (Music Box), regia di Costa-Gavras (1989)
- La Vengeance d'une femme, regia di Jacques Doillon (1990)
- Docteur Petiot, regia di Christian de Chalonge (1990)
- Le Fruit de vos entrailles, regia di Camille de Casabianca – documentario (1990)
- La vita sospesa (Hors la vie), regia di Maroun Bagdadi (1991)
- Garage Demy (Jacquot de Nantes), regia di Agnès Varda (1991)
- Mio padre, che eroe! (Mon père, ce héros), regia di Gérard Lauzier (1991)
- Octavio, regia di Camille de Casabianca (1991)
- Blanc d'ébène, regia di Cheik Doukouré (1992)
- Nous deux, regia di Henri Graziani (1992)
- La piccola apocalisse (La Petite Apocalypse), regia di Costa-Gavras (1992)
- Libera me, regia di Alain Cavalier (1993)
- Lontano dai barbari (Loin des barbares), regia di Liria Bégéja (1994)
- Eloise, la figlia di D'Artagnan (La Fille de D'Artagnan), regia di Bertrand Tavernier (1994)
- Intrigo perverso (Innocent Lies), regia di Patrick Dewolf (1995)
- Le Fabuleux Destin de Madame Petlet, regia di Camille de Casabianca (1995)
- Le Bel Été 1914, regia di Christian de Chalonge (1996)
- Fred, regia di Pierre Jolivet (1997)
- Mad City - Assalto alla notizia (Mad City), regia di Costa-Gavras (1997)
- L'immagine del desiderio (La Femme de chambre du Titanic), regia di Bigas Luna (1997)
- Le comédien, regia di Christian de Chalonge (1997)
- Hors jeu, regia di Karim Dridi (1998)
- Je règle mon pas sur le pas de mon père, regia di Rémi Waterhouse (1999)
- Le Derrière, regia di Valérie Lemercier (1999)
- La Fidélité, regia di Andrzej Żuławski (2000)
- Il principe del Pacifico (Le Prince du Pacifique), regia di Alain Corneau (2000)
- Amen., regia di Costa-Gavras (2002)
- Jet Lag, regia di Danièle Thompson (2002)
- Il patto del silenzio (Le Pacte du silence), regia di Graham Guit (2003)
- Père et fils, regia di Michel Boujenah (2003)
- Luci nella notte (Feux rouges), regia di Cédric Kahn (2004)
- L'Équipier, regia di Philippe Lioret (2004)
- Cacciatore di teste (Le Couperet), regia di Costa-Gavras (2005)
- L'amore sospetto (La Moustache), regia di Emmanuel Carrère (2005)
- Indigènes, regia di Rachid Bouchareb (2006)
- Mon colonel, regia di Laurent Herbiet (2006)
- La vita di chi resta (Ceux qui restent), regia di Anne Le Ny (2007)
- La fille de Monaco, regia di Anne Fontaine (2008)
- Sunny et l'éléphant, regia di Frédéric Lepage (2008)
- Verso l'Eden (Eden à l'Ouest), regia di Costa-Gavras (2009)
- Il riccio (Le Hérisson), regia di Mona Achache (2009)
- Les Invités de mon père, regia di Anne Le Ny (2010)
- Il monaco (Le Moine), regia di Dominik Moll (2011)
- Les Gazelles, regia di Mona Achache (2014)
- K.O., regia di Fabrice Gobert (2017)
- Bécassine!, regia di Bruno Podalydès (2018)
- Les 2 Alfred, regia di Bruno Podalydès (2020)
- Tra due mondi (Ouistreham), regia di Emmanuel Carrère (2021)

#### Televisione
- Il corpo di Marianna - Storie d'amore nella Rivoluzione Francese (Les Jupons de la Révolution) – serie TV, episodio 1x04 (1989)
- Le Temps et la Chambre, regia di Patrice Chéreau – film TV (1992)
- La Dame de Saïgon, regia di Jocelyn Saab – film TV (1996)
- Victoire, ou la douleur des femmes – miniserie TV, 3 puntate (2000)
- Rêves en France, regia di Pascal Kané – film TV (2003)
- L'Avare, regia di Christian de Chalonge – film TV (2007)
- Mafiosa – serie TV, 16 episodi (2012-2014)
- Les Revenants – serie TV, 16 episodi (2012-2015)
- La mitomane (Mytho) – serie TV, 6 episodi (2019)

## Riconoscimenti
- Premio César
  - 1988 - Candidatura alla migliore fotografia per Miss Mona
  - 2003 - Candidatura alla migliore fotografia per Amen.
  - 2007 - Candidatura alla migliore fotografia per Days of Glory
- Premio Goya
  - 1998 - Candidatura alla migliore fotografia per L'immagine del desiderio